# 黄村镇 (东源县)
黄村镇，是中华人民共和国广东省河源市东源县下辖的一个乡镇级行政单位。

## 行政区划
黄村镇下辖以下地区：
黄村社区、正昌村、万和村、铁岗村、祝岗村、下七村、上七村、邬洞村、永新村、板仓村、红十月村、黄村、三洞村、黄村坳村、梅龙村、宁山村和欧屋村。